# أمية جحا
أميّة فايز جحا فنانة ورسامة كاريكاتير فلسطينية، ولدت بمدينة غزة بتاريخ 2 فبراير 1972م، حاصلة على جائزة الصحافة العربية لعام 2001، والعديد من الجوائز الفنية الأخرى، وهي تعد أول رسامة في العالم العربي تعمل في صحف سياسية يومية ومواقع إخبارية، وهي رسامة في الجزيرة نت -أشهر موقع إخباري عربي- ولها صفحة خاصة على الموقع، وزوجة لشهيدين.

## التعليم
تخرجت في قسم الرياضيات بجامعة الأزهر عام 1995 بتقدير امتياز مع مرتبة الشرف الأولى على الجامعة.

## أول رسامة كاريكاتير عربية
تعدّ أمية أول رسامة كاريكاتير في فلسطين والعالم العربي تعمل في صحيفة سياسية يومية.، وشاركت في العديد من المعارض المحلية، كان منها معرض الكاريكاتير بعنوان «عائدون» في 27 سبتمبر 2005، وذلك في مدينة خانيونس جنوب قطاع غزة، احتفالاً بالانسحاب الإسرائيلي من قطاع غزة.

## عمل وعضويات
- عملت معلمة للرياضيات لمدة ثلاث سنوات ثم استقالت عام 1999 لتتفرغ للعمل الفني.
- عملت رسامة كاريكاتير في صحيفة القدس اليومية منذ سبتمبر 1999.
- هي عضو في جمعية ناجي العلي للفنون التشكيلية في فلسطين.
- تعمل في صحف سياسية يومية، ومواقع إخبارية، إضافة إلى رئاستها لشركة «جحا تون» لرسوم الكرتون.[4]
- عضو في لجنة تحكيم المسابقة الدولية الثانية لرسم الكاريكاتير الخاص بالقدس، في مدينة إسطنبول، وهي من تنظيم جميعة «ميراثنا» التركية و«الإتحاد العالمي لرسامي الكاريكاتير» (UWC).[5]

## جوائز
- 1999 ، فازت بالمرتبة الأولى على محافظات فلسطين بالكاريكاتير في مسابقة الابداع النسوي التي اقامتها وزارة الثقافة الفلسطينية.
- 2001، فازت بجائزة الصحافة العربية في الإمارات العربية المتحدة.
- 2010، فازت بالجائزة الكبرى في مسابقة ناجي العلي الدولية للكاريكاتير والتي تنظمها جمعية التضامن مع الشعب الفلسطيني في تركيا بالتعاون مع مجموعة «هومور» للفكاهة والكاريكاتير. في 28 نوفمبر 2010[6][7]

## زوجة الشهيدين
تزوجت الفنانة أمية مرتان، الأولى من رامي خضر سعد والذي قتله الجيش الإسرائيلي في مايو/ أيار 2003 في غزة الذي كان مجاهداً وقائداً ميدانياً في في كتائب عز الدين القسام الجناح العسكري لحركة حماس، والثانية من وائل عقيلان والذي أستشهد بسبب منع الحصار الإسرائيلي على القطاع اياه من المغادرة للعلاج بعد أن اصيب بانفجار في المعدة. توفي عقيلان في مايو 2009.

## تضييقات

### حذف صفحتها عالفيسبوك بضغوط إسرائيلية
حجبت إدارة موقع التواصل الاجتماعي فيسبوك يوم الأحد 10 كانون ثاني 2015 صفحتها بدعوى تلقيها تبليغات من أشخاص عن نشرها رسومات مسيئة. وقالت أمية جحا إنها فوجئت بوابل من رسائل من إدارة فيسبوك عن هذه التبليغات، مشيرة إلى أن هذه الرسائل أخذت تأتي تباعًا، ثم فوجئت بدخول إسرائيليين إلى صفحتها ونشرهم صورا مسيئة وتعليقات تشمت بالشهداء الفلسطينيين وتتوعد بالنصر على الشعب الفلسطيني وغيرها من الصور المؤيدة لإسرائيل.
ورداً على ذلك قامت أمية جحا بحملة مضادة مع أصدقاء صفحتها وبدؤوا بمساندتها بشكل تفاعلي كبير ونشروا رسوماتها على صفحاتهم، مشيرة إلى أن إدارة فيسبوك بدأت بعد ذلك بحذف بعض الرسومات التي تم التبليغ عنها.
وأضافت أنه بعد ذلك بساعات حجب فيسبوك أي نشاط لها على صفحتها، فلا يمكنها مراسلة أحد أو نشر رسوماتها أو التعليق، مشيرة إلى أنه في كل مرة يتم طلب كلمة المرور لدخول صفحتها، مما أثار استياءها الشديد إذ لم تصلها منهم رسالة تحذر بحجب الصفحة. وعبرت أمية جحا عن أسفها لأن إدارة فيسبوك حذفت الكثير من رسوماتها من صفحتها.

### السلطة في رام الله تقطع راتبها
في 6 يوليو 2020 أعلنت أمية جحا عن تعرضها لإجحاف بحق ريشتها الفنية تمثل بقطع السلطة الفلسطينية في رام الله «حركة فتح» راتبها منذ عام كامل، حيث قالت:«راتبي قُطع منذ شهر أغسطس من العام الماضي، ولم أعلن عن ذلك إعلاميا بتاتًا، بناء على وعود من مكتب صحيفة الحياة الجديدة بغزة (حيث تعمل) ببحث المسألة، وكل شهر يؤكدون أن المشكلة إدارية وليست أمنية أو فصائلية أو تنظيمية، ومرت الشهور فوجدتُ عاماً كاملاً يمر دون أي حراك». وقالت أيضاً: «راتبي حقي وأنا موظفة، وبيني وبين الحكومة عقد توظيف، طوال الوقت لم أوجه سهامي ضد أي تنظيم، ورسوماتي تشهد بذلك. أنا مع المصالحة  الفلسطينية وداعمة لكل توجه تصالحي بين فئات الشعب، وسخَّرت ريشتي لكل الهم الفلسطيني من أسرى ولاجئين»

## وصلات خارجية
- أمية جحا على فيسبوك
- أمية جحا... الكاريكاتير كأداةٍ لرصد نبض الشارع، العربي الجديد.
- كاريكاتير أميّة جحا على موقع قصة الإسلام
- كاريكاتير أميّة جحا على موقع توميتو كرتون
- كاريكاتير أميّة جحا على موقع سوالف
- صفحة كاريكاتير أميّة جحا على موقع الجزيرة نت